# Erebus laetitia
Erebus laetitia är en fjärilsart som beskrevs av Butler 1878. Erebus laetitia ingår i släktet Erebus och familjen nattflyn. Inga underarter finns listade i Catalogue of Life.